# John Bozeman
John Bozeman   (Geòrgia, 1835 - Yellowstone, 20 d'abril de 1867) va ser un pioner i un home de frontera a l'oest americà que va ajudar a establir la ruta Bozeman a través del territori de Wyoming fins als jaciments d'or del sud-oest del territori de Montana a principis de la dècada de 1860. Va ajudar a fundar la ciutat de Bozeman, Montana, el 1864, que porta el seu nom.

## Vida
Bozeman va néixer al comtat de Pickens, Geòrgia, el gener de 1835 de William i Delila Sims Bozeman. Es va casar amb Lucinda Catherine Ingram, amb qui va tenir tres filles.  El 1860 es va dirigir cap a l'oest per unir-se a la febre de l'or de Pike's Peak, a Colorado, deixant enrere la seva dona i els fills. Després que les seves reclamacions mineres a Colorado fracassen va viatjar a Deer Lodge, a l'oest del Territori de Montana, el 1862 per treballar els camps d'or descoberts per James i Granville Stuart. El gener de 1863 va marxar, sense sort, a la recerca d'or a Bannack, Montana.
En veure que seria més rendible "explotar els miners" que extreure l'or, Bozeman va obtenir el suport d'un altre cercador i amic de Bannack sense èxit, John Jacobs, per explorar una ruta nova, més curta, cap al territori de Montana des de l'est. El 1863, ell i John Jacobs van obrir la ruta Bozeman, una ruta directa des de la ciutat de Virginia City, Montana, fins al centre de Wyoming per connectar amb el camí d'Oregon. Aquesta ruta era més directa i estava millor regada que qualsevol altre camí anterior a Montana. El 1864 va construir la ciutat de Bozeman. La seva proximitat al camí la va ajudar a créixer en els anys següents, especialment a mesura que la migració a Montana va augmentar després del descobriment d'or a Virginia City el 1864.
El 1865, les tropes federals van començar a protegir el camí dels atacs hostils dels indis, ja que el camí passava per terres reservades per tractats a les tribus índies. El govern federal va construir Fort Reno, Phil Kearny i C. F. Smith per defensar el camí. La tribu sioux "va tenir èxit tancant la ruta per una massacre prop de Fort Kearny" el 1866. El camí va quedar breument abandonat.

## Mort
Bozeman va ser assassinat el 20 d'abril de 1867 mentre viatjava pel riu Yellowstone fins a Fort CF Smith per aconseguir un contracte de farina. El seu company, Tom Cover, va informar que havien estat atacats per una banda de blackfoot, però alguns historiadors sospiten que Bozeman va ser assassinat pel mateix Cover, o fins i tot per un sequaç del pioner ramader de Montana Nelson Story anomenat Thomas Kent. El final de la vida de Bozeman encara és un tema de debat avui, i alguns teoritzen que va ser assassinat en venjança pel seu hàbit de coquetejar amb dones casades.